# Gramazie
Gramazie é uma comuna francesa na região administrativa de Occitânia, no departamento de Aude. Estende-se por uma área de 2 km². Em 2010 a comuna tinha 125 habitantes (densidade: 62,5 hab./km²).